# Galiteuthis glacialis
Galiteuthis glacialis är en bläckfiskart som först beskrevs av Chun 1906.  Galiteuthis glacialis ingår i släktet Galiteuthis och familjen Cranchiidae. Inga underarter finns listade i Catalogue of Life.

## Bildgalleri

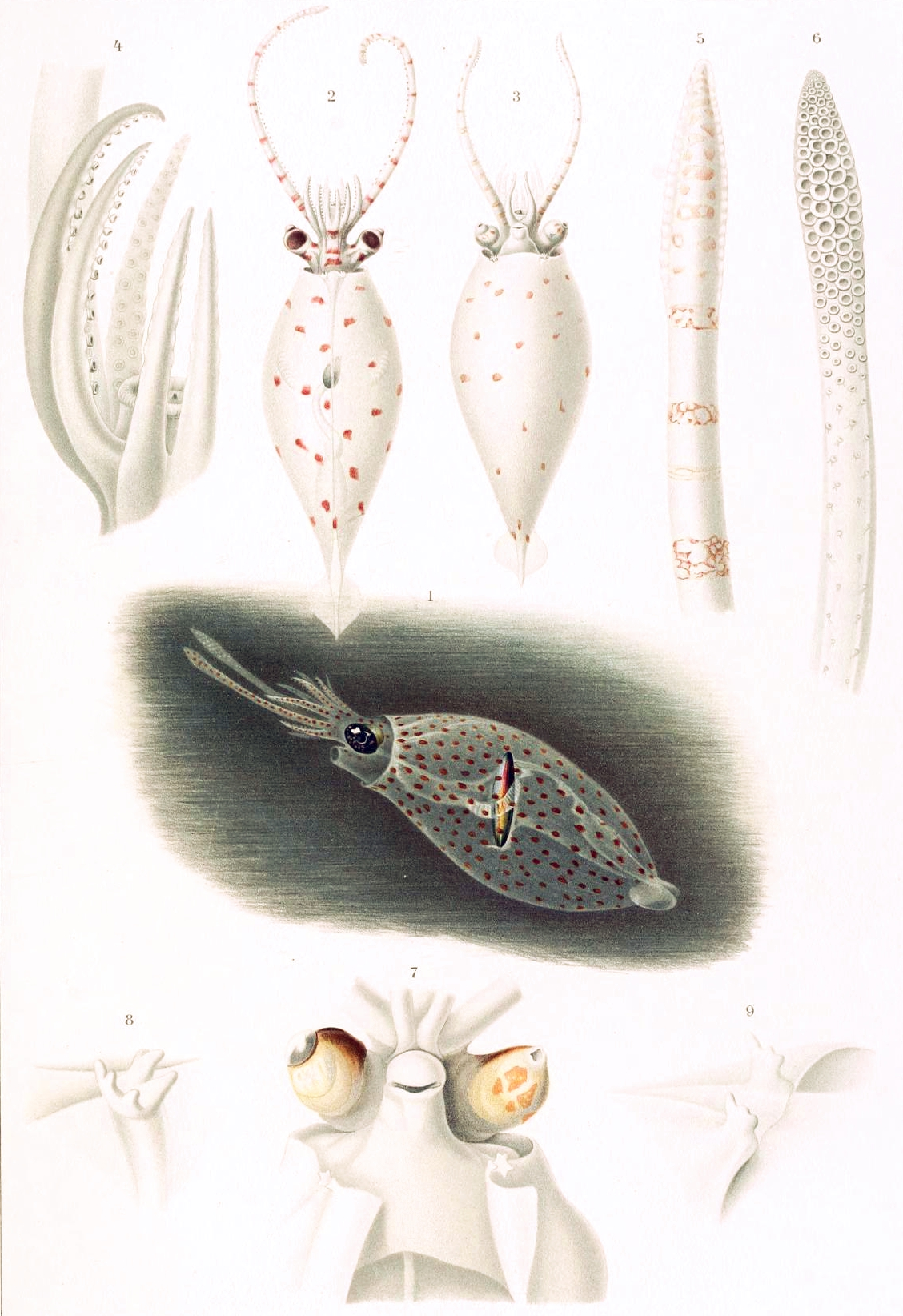
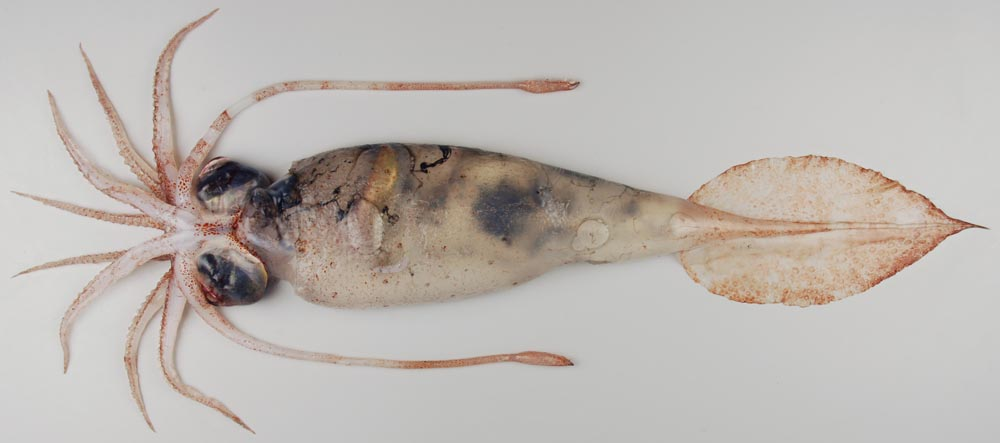
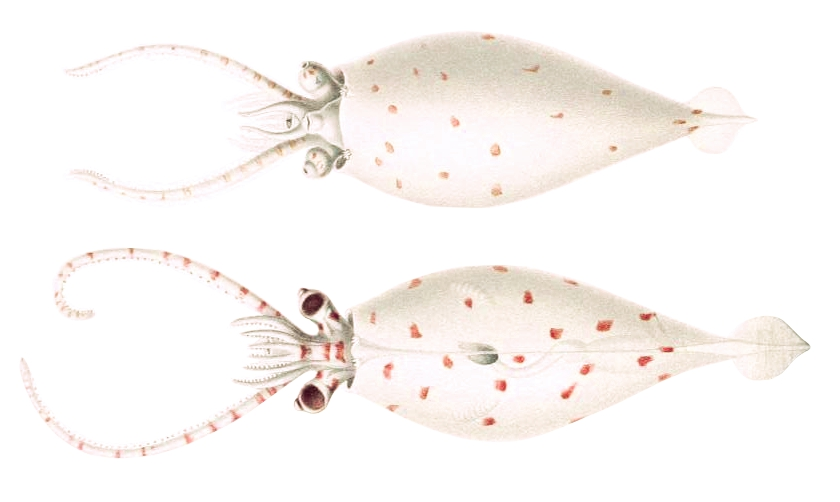
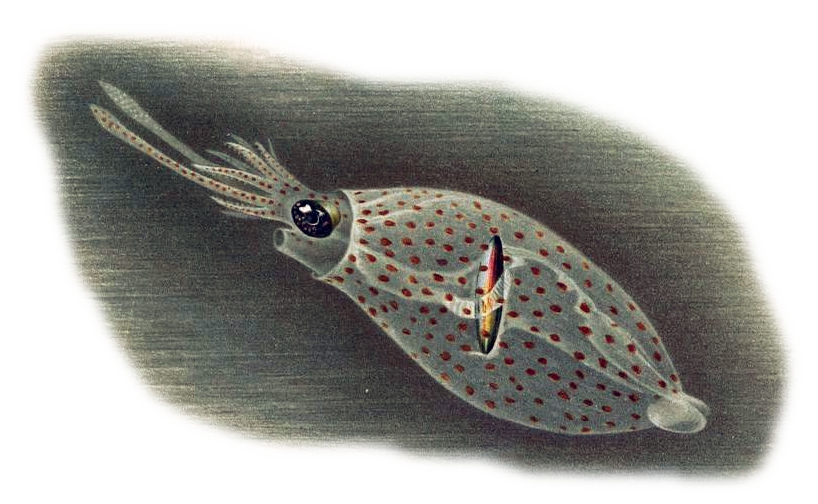
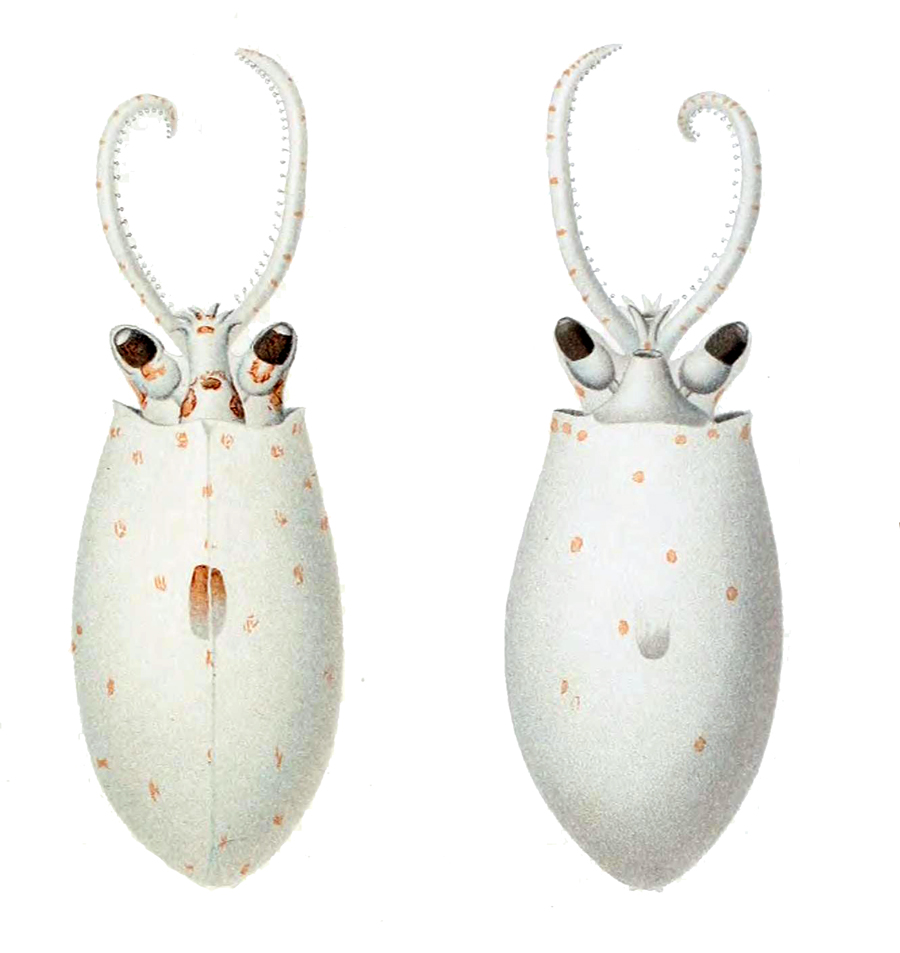